# Тынкуль
Тынкуль — упразднённый посёлок в Кондинском районе Ханты-Мансийского автономного округа — Югры. Входил в состав городского поселения Куминский. Исключен из учётных данных в 1997 году.

## География
Находился у одноимённого железнодорожного блок поста на линии Екатеринбург — Устье-Аха, южнее реки Тангуль, в 28 км, по прямой, к северу от посёлка Куминский.

## Климат
Климат резко континентальный, зима суровая, с сильными ветрами и метелями, продолжающаяся семь месяцев. Лето относительно тёплое, но быстротечное.

## История
Возник в 1970 году в в связи со строительством железнодорожного разъезда. В качестве населенного пункта зарегистрирован в 1971 году. В посёлке жили рабочие с семьями, обслуживающие железную дорогу. Для железнодорожников были построены дома, детский сад, начальная школа, ФАП. С 1976 года дети из Тынкуля обучались в школе поселка Куминский, проживали в интернате. Постепенно жителей посёлка стали расселять в соседние посёлки Куминский и Мортка. К концу 1980-х посёлок опустел.

## Население
| 1989 |
| ---- |
| 0    |